# Rejon hercański
Rejon hercański – jednostka administracyjna w składzie obwodu czerniowieckiego Ukrainy.
Utworzony w 1991. Ma powierzchnię 309 km² i liczy około 32 tysięcy mieszkańców. Siedzibą władz rejonu jest Herca.
Na terenie rejonu znajduje się 1 miejska rada i 13 silskich rad, obejmujących w sumie 23 miejscowości.

## Spis miejscowości
- (Байраки)
- (Банчени)
- (Буківка)
- (Цурень)
- (Дяківці)
- Herca (Герца)
- (Годинівка)
- (Горбова)
- (Хряцка)
- (Круп'янське)
- (Куликівка)
- (Луковиця)
- (Лунка)
- (Мала Буда)
- (Маморниця)
- (Могилівка)
- (Молниця)
- (Остриця)
- (Петрашівка)
- (Підвальне)
- (Радгоспівка)
- (Тернавка)
- (Велика Буда)
- (Великосілля)